# Belagavi
Belagavi (Kannada: ಬೆಳಗಾವಿ / Belagaavi, Marathi: बेळगांव / Belgaon) is een stad en gemeente in de deelstaat Karnataka in India. De stad ligt ongeveer 762 meter boven zeeniveau, aan de voet van de West-Ghats, en is de hoofdstad van het gelijknamige district Belagavi, dat grenst aan de deelstaten Maharashtra en Goa. Tijdens de volkstelling van 2001 had de gemeente Belagavi 399.600 inwoners en het hele stedelijke gebied had 506.235 inwoners.
De namen Belagavi/Belgaon zijn mogelijk afgeleid van het Sanskriet Velugrama, wat "bamboedorp" betekent.
De stad is de zetel van het rooms-katholieke bisdom Belgaum.

## Geschiedenis
Belagavi werd in de twaalfde eeuw gebouwd door de Ratta, die in 1204 een fort in het stadje bouwden. Belagavi zou tussen 1210 en 1250 dienen als hoofdstad van de Ratta, voor ze onder de heerschappij van de Yadava uit Devagiri kwamen. In de eeuwen erna viel Belagavi onder de heerschappij van diverse andere dynastieën, voor het fort in het begin van de zestiende eeuw versterkt werd door Adilshahi. Veel van de nog bestaande structuren stammen uit die periode. Het stadje wisselde nog enige malen van overheerser tot het in 1818 door de Britten werd geannexeerd.
In de twintigste eeuw diende de stad in 1924 als plaats voor de 39e sessie van de Congrespartij onder het voorzitterschap van Mahatma Gandhi. Daarnaast diende de stad als militaire thuisbasis voor de Britten vanwege de nabijheid van Goa, destijds een Portugese kolonie. Ook na de onafhankelijkheid van India bleef de stad een militaire poot vormen, vanwaaruit de Portugese overheersing in 1961 werd beëindigd.
Hoewel Belagavi na de onafhankelijkheid in 1947 in eerste instantie werd ingedeeld bij de deelstaat Bombay, werd het later ingedeeld bij Mysore, wat later werd hernoemd tot het huidige Karnataka. Omdat er in de stad meer mensen Marathi spreken dan Kannada, wordt de stad en (delen van) het district nog steeds geclaimd door de aangrenzende staat Maharashtra.